# 122. vestlige længdekreds
Den 122. vestlige længdekreds (eller 122 grader vestlig længde) er en længdekreds, der ligger 122 grader vest for nulmeridianen. Den løber gennem Ishavet, Nordamerika, Stillehavet, det Sydlige Ishav og Antarktis.